# Condylære kanal
Den condylære kanal (eller canalis condylaris) er en kanal i condyloid fossa på den laterale del af nakkebenet, bag Condylus occipitalis. 